# ASV Hagsfeld
Der ASV Hagsfeld (vollständiger Name: Allgemeiner Sportverein Karlsruhe-Hagsfeld 1907 e. V.) ist ein Sportverein aus dem Karlsruher Stadtteil Hagsfeld. Der Verein bietet die Sportarten Fußball, Tennis, Kegeln und Wandern an. Sportliches Aushängeschild des Vereines ist die Frauenfußball-Abteilung. Die erste Frauenmannschaft spielte von 2007 bis 2010 in der 2. Bundesliga Süd.

## Geschichte
1907 wurde die Spielabteilung der Freien Turnerschaft Hagsfeld gegründet. Dieser Verein durchlief mehrere Umbenennungen. Zunächst hieß der Verein ab 1911 Spielabteilung der Deutschen Turner. Ab 1923 wurde die Abteilung in Arbeiter Sportverein Hagsfeld umbenannt. Dieser fusionierte 1933 mit dem 1924 gegründeten F.C. Victoria zum F.C. Victoria Hagsfeld. Im Zuge der Machtergreifung der Nationalsozialisten wurde der Verein im gleichen Jahr aufgelöst. Im September 1945 wurde der Verein unter seinem heutigen Namen neu gegründet.

### Frauenfußball

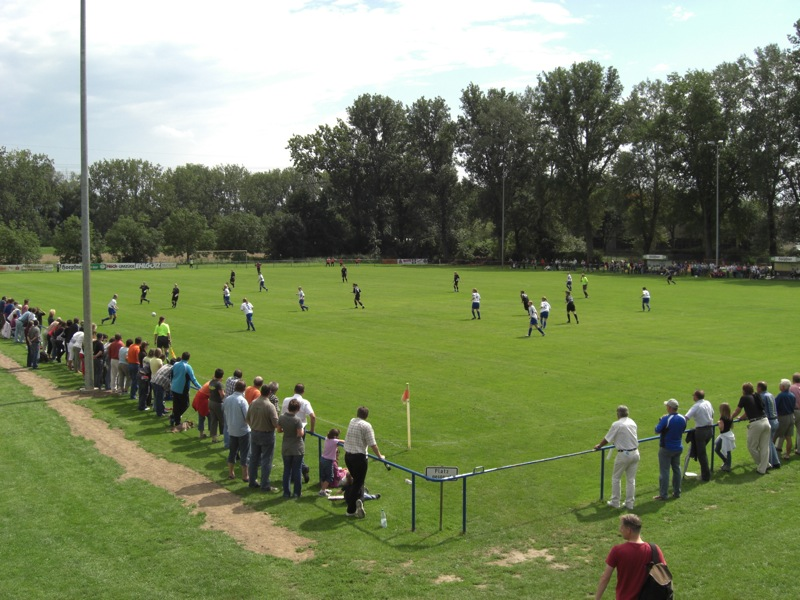
Frauenmannschaft und Sportplatz des ASV Hagsfeld

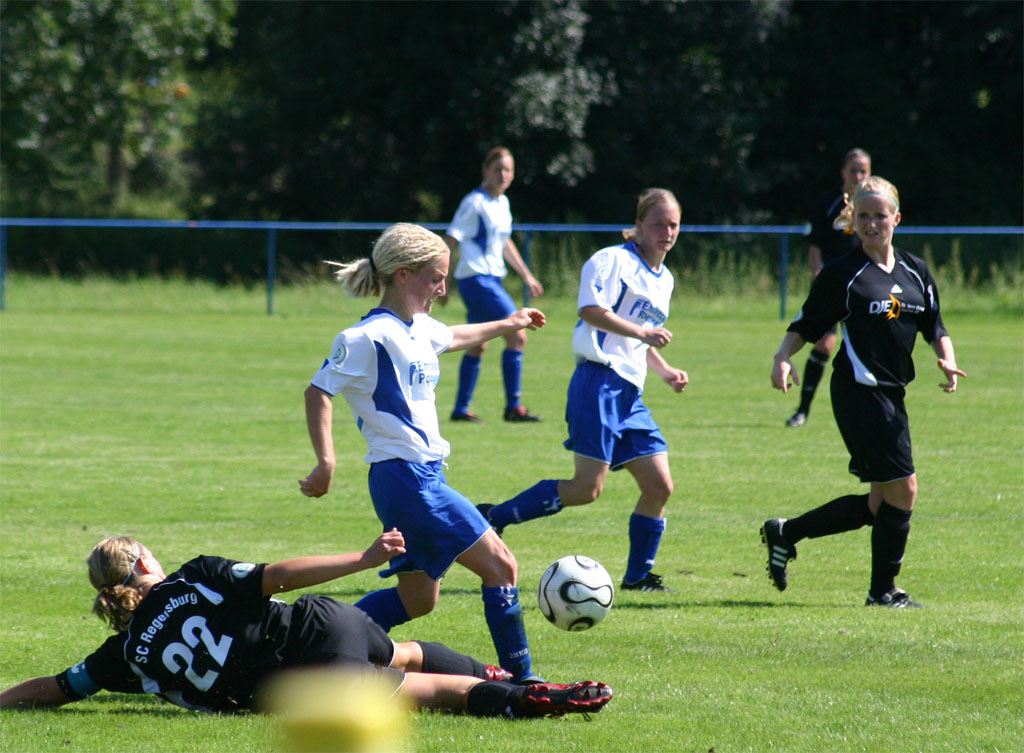
Claudia Weigand im Zweikampf beim Spiel gegen den SC Regensburg

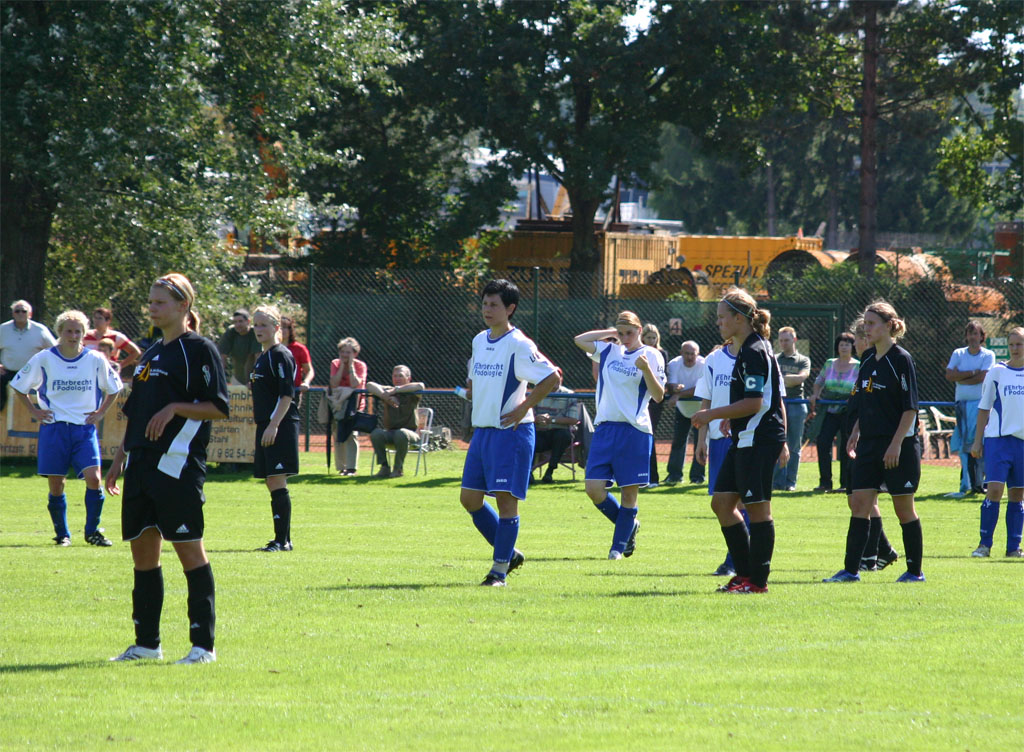
Die Spielerinnen des ASV Hagsfeld erwarten einen Freistoß gegen den SC Regensburg

1998 wurde eine Frauenmannschaft gegründet, die in den ersten beiden Jahren mit eher mäßigem Erfolg auf Kleinfeld spielte. Nach vier Jahren in der untersten Spielklasse, der Landesliga Baden, schaffte die Mannschaft den Aufstieg in die Verbandsliga. Nach einem Jahr folgte aber der prompte Abstieg. Nach dem sofortigen Wiederaufstieg und dem Wechsel von Trainer und zwölf Spielerinnen vom Karlsruher SC aus der 2. Bundesliga zu Hagsfeld Anfang 2005 ging es steil nach oben. 2006 wurde die Mannschaft Meister der Verbandsliga Baden und holten den Badischen Pokal. Damit qualifizierte sich die Mannschaft für den DFB-Pokal. Gegen den späteren Bundesligaaufsteiger 1. FC Saarbrücken hielt die Mannschaft lange mit und schied nach einer 1:2-Niederlage aus. In der Oberliga Baden-Württemberg setzte die Mannschaft Akzente und sicherte sich auf Anhieb die Meisterschaft.
Durch die Meisterschaft erreichte die Mannschaft die Aufstiegsrunde zur 2. Bundesliga, wo man auf Bayern München II und den TGM SV Jügesheim traf. Im ersten Spiel unterlag man zwar dem FC Bayern München II mit 0:1 (0:1), jedoch wurde das Ergebnis durch ein Sportgerichtsurteil annulliert und 2:0 für den ASV Hagsfeld gewertet. Im zweiten Spiel konnte man auf heimischen Platz den TGM SV Jügesheim mit 2:1 (0:1) bezwingen.
Nach anfänglichen Schwierigkeiten erreichte die Mannschaft in ihrer ersten Zweitligasaison den fünften Platz. Die zweite Saison in der 2. Bundesliga Süd verlief ebenso erfolgreich, wie bereits die Saison 2007/08. Am Ende wurde man mit 30 Punkten Tabellensechster. Auch in den beiden darauf folgenden Spielzeiten konnte die Mannschaft die Klasse halten, stieg aber 2009/10 schließlich ab und wurde im Jahr darauf in die Oberliga Baden-Württemberg durchgereicht. 2017 stiegen die ASV-Frauen auch aus der Oberliga ab.
Im Nachwuchsbereich gibt es einige Mädchenmannschaften von der E- bis B-Jugend. Die B1-Juniorinnen spielen in der höchsten Klasse in Baden-Württemberg, der EnBW Oberliga.

### Männerfußball
Die Männer des Arbeiter Sportvereins qualifizierten sich 1927 und 1930 jeweils als badischer Meister für die Endrunde um die deutsche Meisterschaft des Arbeiter-Turn- und Sportbundes (ATSB). Beide Male verpassten die Hagsfelder die Qualifikation für das Halbfinale. Nach Fusion zum FC Viktoria Hagsfeld gelang dem Verein 1934 der Aufstieg in die zweitklassige Fußball-Bezirksklasse Mittelbaden, in der sich der Verein zwei Spielzeiten halten konnte. Die erfolgreichste Zeit des heutigen ASV Hagsfeld hatten die Männer von 1991 bis 1993, als die Mannschaft in der Landesliga spielte. Die erste Männermannschaft spielt in den Klassen des Fußballkreises Karlsruhe. Es gibt eine zweite Männermannschaft (Kreisklasse Karlsruhe B3) sowie sieben Jungenmannschaften.
Seit der Saison 2016/17 spielt der ASV Hagsfeld wieder in der höchsten Karlsruher Liga – der Kreisliga Karlsruhe.